# (10013) Stenholm
(10013) Stenholm est un astéroïde de la ceinture principale.

## Description
(10013) Stenholm est un astéroïde de la ceinture principale. Il fut découvert le 2 septembre 1978 à La Silla par Claes-Ingvar Lagerkvist. Il présente une orbite caractérisée par un demi-grand axe de 2,44 UA, une excentricité de 0,24 et une inclinaison de 11,1° par rapport à l'écliptique. Il a été nommé en l'honneur de l'astronome suédois Björn Stenholm.

## Compléments